# Plantarum Seu Stirpium Historia
Plantarum Seu Stirpium Historia es un libro con ilustraciones y descripciones botánicas que fue escrito por el médico y botánico flamenco Matthias de L'Obel. Fue traducido al flamenco, en 1581, con el título de Kruydboeck. 
Es una obra importante, por el texto y por los abundantes grabados, para la historia de la Botánica y de la medicina natural. Indica los usos de plantas y de raíces para el tratamiento de diversas enfermedades. Los nombres de plantas vienen en latín, alemán, inglés, francés, flamenco, italiano y español.
Plantarum seu stirpium historia fue más que una simple adaptación de Stirpium Adversaria Nova: tenía un índice en siete idiomas y más de 2.000 ilustraciones (donde la mayoría provenían de obras de Clusius, de R. Dodoens y de Pierandrea Mattioli. De l'Obel se lo dedicó a la reina Isabel I de Inglaterra. Fue impreso por Christophe Plantin y tuvo un gran éxito. Allí se atisba un embrión de clasificación más ajustada que en los autores precedentes: reunió con justeza las rosáceas, las gramíneas y los cereales, y en otro grupo las leguminosas y los oxalis a causa de sus foliolos subdivididos en tres. Se le atribuye el primer intento de clasificar las plantas según sus afinidades naturales, en lugar de sus usos médicos.

## Obra
La obra se divide en dos partes: la primera, Stirpium observationes, de 646 páginas, contenía 1.473 grabados en madera, la mitad de los cuales, aproximadamente, habían sido ya usados para las obras de Rembert Dodoens y Carolus Clusius, mientras que el resto se tallaron especialmente para esta publicación. La segunda parte, Nova stirpium adversaria es, en realidad, una edición previa de la que el editor Cristóbal Plantino (1514-1588) compró 800 ejemplares y la ofreció como propia, cambiando simplemente la portada para imprimir en ella su propia marca. Más tarde compró también 250 de las 272 planchas de Nova stirpium adversaria y las usó en la edición en flamenco de Plantarum seu stirpium historia, que apareció en 1581 con el título de Kruydtboeck. Ese mismo año Plantino publicó un libro en el que recogía su colección de grabados de plantas con el título Plantarum seu stirpium icones, y que alcanzaba la cifra de 2.181 grabados. Mathias de L'Obel organizó las ilustraciones, a las que añadió una breve descripción de cada dibujo, y un pie con referencia a las páginas correspondientes de su herbario en latín y flamenco. Este libro se convirtió en un tratado importante en la historia de la descripción y clasificación botánica, puesto que l'Obel fue el primero en organizar las plantas buscando una aproximación a su orden natural.